# Hadji Murad
Hadji Murad altresì chiamato Hadji Murat (in russo Хаджи-Мурат?, in avaro Khadji Murad; fine anni 1790 – 23 aprile 1852) fu un importante condottiero avaro durante la resistenza daghestana e cecena che si svolse nel periodo 1811-1864 contro l'annessione della regione all'Impero russo.

## Biografia

### Alleanza con l'Impero russo
Hadji Murad era fratello adottivo di Omar, figlio del Khanum di Khunzakh; nel 1834 fu coinvolto nell'assassinio di Gamzat-bek, che avvenne durante la preghiera del venerdì, l'atto serviva a vendicare l'uccisione (per mano di Gamzat) del Khanum e dei suoi figli. Il fratello di Hadji Murad, Osman, perì a sua volta durante lo scontro con i murid di Gamzat.
Hadji Murad appoggiò i russi per un periodo, in maniera tale da contrastare il muridismo, che vedeva come una minaccia; il suo rivale Akhmet Khan, per contrastarlo, cominciò a minarne la fiducia presso i russi, che ad un certo punto ne ordinarono l'arresto, che venne eseguito dallo stesso Akhmet Khan. Il generale Mihail Semënovič Voroncov pretese che Hadji Murad fosse portato presso il principale quartier generale dell'impero, ma durante il tragitto Murad trovò la maniera di fuggire, gettandosi oltre la cengia di uno stretto passo di montagna. Malgrado i russi l'avessero dato per morto, la neve attutì la sua caduta e passò l'inverno a nascondersi; appurata la malafede dei russi, decise di unirsi a Imam Shamil, che gli conferì il grado di naib, portando con sé molte tribù che disertarono dall'impero per seguirlo.

### Servizio sotto Shamil
Dopo un raid inefficace contro il quartier generale russo a Temir-Han-Šura, si sparse la diceria che avesse massacrato tutti i russi nell'ospedale e che li avesse tagliati a fette per farne šašlyk, che poi sarebbero stati mangiati dalle stesse truppe zariste, ignare del fatto che stessero ingerendo carne umana. Sebbene falsa, la diceria si guadagnò molta credibilità tra i russi e rovinò la reputazione di Hadji Murad, le cui imprese ed abito rosso gli avevano fatto guadagnare il soprannome diavolo rosso.

### Defezione verso i russi
Nel 1851 scoppiò una faida tra Hadji Murad e Shamil, quando quest'ultimo nominò suo figlio, Khazi Mohammed, come suo successore. In un incontro segreto, Shamil ed i suoi naib decisero che Hadji Murad avrebbe dovuto essere ucciso, ma, essendo stato avvertito da uno sconosciuto naib, riuscì a scappare in tempo, mentre la sua famiglia venne presa prigioniera. Deciso a liberare i suoi familiari Hadji Murad si arrese ai russi, che lo trattarono con tutti gli onori, ma ne diffidavano: sebbene chiedesse ripetutamente che gli fossero dati uomini ed armi per attaccare Shamil, non riusciva ad ottenere una risposta chiara.
Quando gli venne concesso di muoversi da Tiflis alla piccola città musulmana di Nukha accompagnato da una scorta cosacca, Hadji Murad pianificò e mise in pratica la fuga, che avvenne durante una delle sue cavalcate mattutine: le guardie cosacche vennero prese d'imboscata ed uccise. Disgraziatamente per lui la guarnigione cittadina, guidata dal colonnello Karganov, li scovò, ed ai russi si unirono molti uomini delle tribù, incluso il figlio di Akhmet Khan, Hadji Murat venne ucciso nella lotta conseguente; il giovane Akhmet Khan ne tagliò la testa e la mandò a Tiflis, dove venne imbalsamata e poi mandata all'Imperatore.
Il luogo della morte non è certo, secondo Lev Tolstoj (autore dell'omonimo romanzo ispirato al condottiero) essa sarebbe avvenuta vicino al minareto di Belarjik (probabilmente l'odierna Biləcik) ma esiste una targa commemorativa più a sud, nei pressi del 76º km sulla strada Shaki-Zaqatala road.

## Riferimenti letterari e cinematografici
- Il romanzo postumo di Lev Tolstoj Chadži-Murat (1912) è un resoconto romanzato della vita di Hadji Murad dal momento in cui si unisce ai russi per sfuggire a Shamil, fino alla sua morte.
- Un suo ritratto appare nel romanzo Il mio Dagestan, dello scrittore avaro Rasul Gamzatov.
- Hadji Murad è il protagonista del film italiano del 1959 Agi Murad, il diavolo bianco.